# Triphassa
Triphassa är ett släkte av fjärilar. Triphassa ingår i familjen mott.

## Dottertaxa tillTriphassa, i alfabetisk ordning[1]
- Triphassa albialis
- Triphassa anaemialis
- Triphassa attenuata
- Triphassa bilineata
- Triphassa confusa
- Triphassa costipuncta
- Triphassa exustalis
- Triphassa flammealis
- Triphassa flavifrons
- Triphassa guttalis
- Triphassa humeralis
- Triphassa imbutalis
- Triphassa luteicilialis
- Triphassa marcrarthralis
- Triphassa marshalli
- Triphassa maynei
- Triphassa metaxantha
- Triphassa ochrealis
- Triphassa philerastis
- Triphassa pyritoviridis
- Triphassa rufinalis
- Triphassa senior
- Triphassa smaragdina
- Triphassa stalachtis
- Triphassa subochracea
- Triphassa trichotibialis
- Triphassa unilinealis
- Triphassa vexatalis
- Triphassa victorialis
- Triphassa vulsalis
- Triphassa xylinalis
- Triphassa zeuxoalis
- Triphassa zonalis